# Artiste de lumière
Artiste de lumière (titre original : Light Verse) est une nouvelle d'Isaac Asimov parue pour la première fois en 1973, faisant partie sous ce titre des recueils Nous les robots et le Robot qui rêvait. Dans le recueil Cher Jupiter, elle s'intitule par contre Poésie légère, sens originel de l'expression.

## Résumé
Comment la respectable miss Alvis Lardner, si convenable, généreuse et riche, et qui crée de si belles sculptures de lumière, a-t-elle pu assassiner l'un des invités de son exposition ?
La réponse est donnée à travers la description de sa relation à ses robots, qu'elle traite en humains et garde tels quels malgré leurs défauts. Dans le même temps, John Semper Travis, de l'US Robots et théoricien de l'art de la sculpture de lumière, cherche à en découvrir la théorie mathématique sous-jacente, n'y parvient pas et rate ses propres sculptures. Pour finir, afin de ne pas perdre sa soirée, il se permet de réparer Max, le robot-majordome déglingué de madame Lardner.
En apprenant cela, cette dernière devient livide : c'était Max qui créait les œuvres, grâce à son cerveau inimitable !
Comprenant qu'il a anéanti un artiste incomparable, et qu'il ne pourra jamais reproduire son génie, Travis se laisse tuer par Alvis Lardner prise de folie passagère.